# Demario Douglas
Demario “Pop” Douglas (Jacksonville, 8 dicembre 2000) è un giocatore di football americano statunitense che milita nel ruolo di wide receiver per i New England Patriots della National Football League (NFL).

## Carriera

### New England Patriots
Al college Douglas giocò a football a Liberty. Fu scelto nel corso del sesto giro (210º assoluto) del Draft NFL 2023 dai New England Patriots. Debuttò come professionista subentrando nella gara del primo turno contro i Miami Dolphins ricevendo 4 passaggi per 40 yard dal quarterback Mac Jones. Nella settimana 7 contro i Buffalo Bills disputò la prima di quattro gare come titolare consecutive. La sua prima stagione si chiuse con 49 ricezioni per 561 yard in 14 presenze, di cui 7 come titolare.